# باگنو
باگنو (به ایتالیایی: Bagno) یک منطقهٔ مسکونی در ایتالیا است که در لاکوئیلا واقع شده‌است.